# Chaetopteryx villosa
Chaetopteryx villosa – chruścik z rodziny bagiennikowatych, krenofil związany ze źródłami helokrenowymi, hypokrenalem i epirhitralem, rhitrobiont licznie występujący w małych, śródleśnych strumieniach rhitral. Chionofil, który może być zaliczany do gatunków reliktowych. Larwy dochodzące do wielkości 1,5 cm budują domki z ziaren piasku oraz fragmentów detrytusu (często igły drzew iglastych) lub fragmentów roślin zielonych. Gatunek stosunkowo pospolity, występuje we wszystkich częściach kraju, licznie w górach, na wyżynach i pojezierzach.
Imago na skrzydłach posiadają liczne włoski i szczeciny. U samic często występuje brachypteria, aktywność imagines przypada na późną jesień i wczesną zimę, kopulujące pary można spotkać na śniegu.
Występuje w północnej i środkowej Europie, larwy spotykane w strumieniach, rzekach i jeziorach. Limneksen, lokalnie w górach może być uważany za limnefila. Imagines złowiono nad jeziorem Kośno. W Karkonoszach kilka larw złowiono w jeziorze wysokogórskim (1120–1240 m n.p.m.), zaś na Wyżynie Krakowsko-Częstochowskiej w małych i dużych limnokrenach, podawany także dla stawów w Tatrach. W Dolinie Narwi spotykany w niektórych starorzeczach oraz w jez. Kociołek na Poj. Wielkopolskim, lecz oznaczenia nie są pewne.
W Finlandii gatunek pospolity, zasiedla rzeki, strumienie i jeziora, spotykany w jeziorze Ładoga, w lambinach (małe jeziorka) Karelii oraz w Tatrach w jeziorach alpejskich, subalpejskich i w jeziorze w strefie lasu.